# Burudukhan de Alania
Burudukhan (en georgiano: ბურდუხანი) fue la esposa del rey Jorge III de Georgia. Era hija del rey Khuddan de Alania. El matrimonio entre Jorge y Burudukhan (1150), tenía el objetivo de fortalecer las relaciones de Georgia con sus poderosos vecinos del norte. Burudukhan falleció a inicios de 1180.

## Matrimonio y descendencia
Por su matrimonio con Jorge, Burudukhan tuvo dos hijas:
- Tamara, quien sucedió a su padre en el trono.
- Rusudan, quien se casó con Manuel Comneno, el hijo mayor del emperador bizantino Andrónico I. Rusudan fue la madre de Alejo y David Comneno, los fundadores del Imperio de Trebisonda.